# تحليل وزني كهربائي

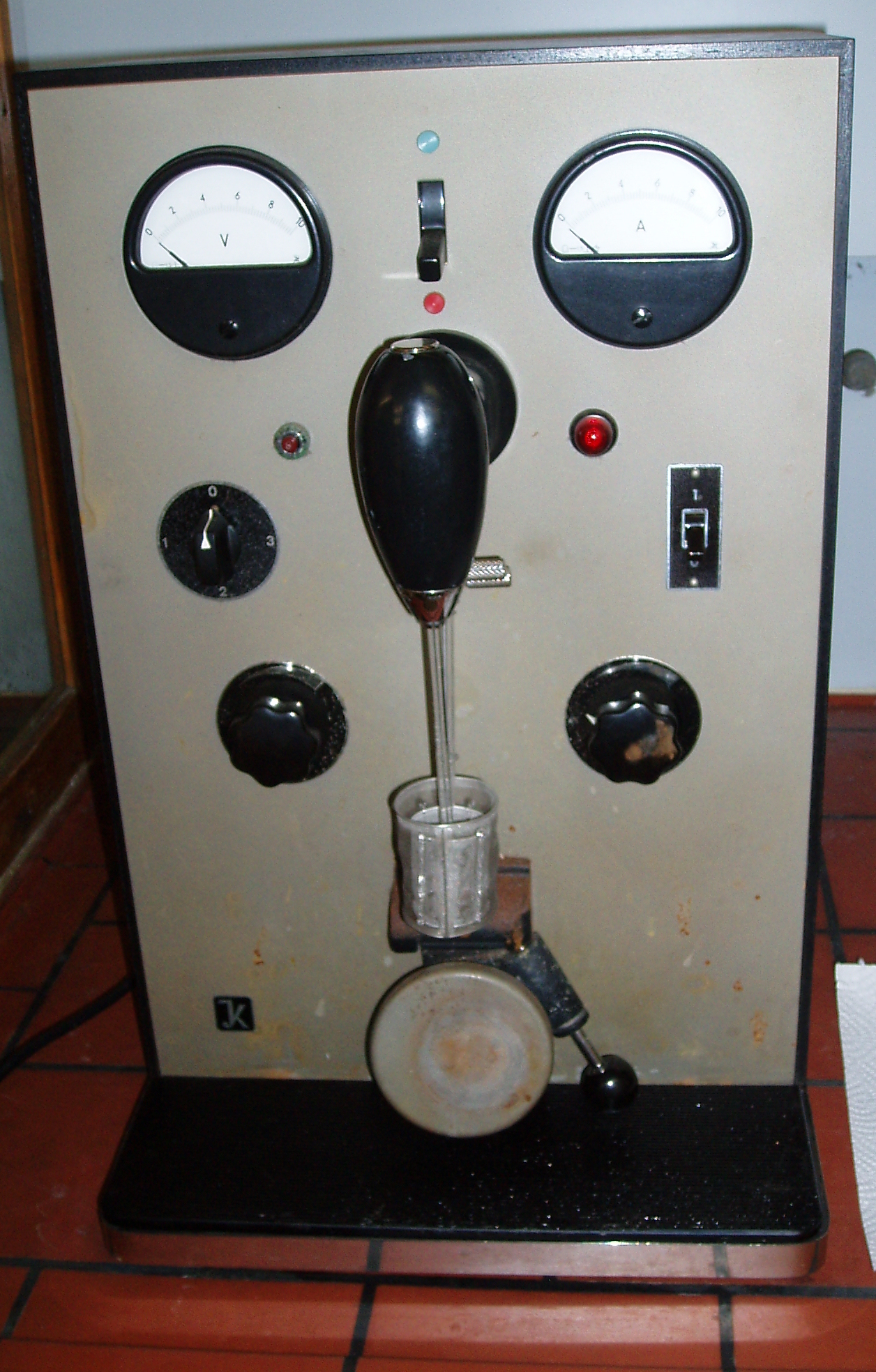
جهاز تحليل وزني كهربائي قديم

التحليل الوزني الكهربائي  هو أسلوب من الأساليب الفيزيائية الكيميائية المستخدم في مجال التحليل الكمي الكيميائي لعينة ما؛ ويستخدم بشكل واسع في التحليل الكهربائي.
يعود تطوير هذه التقنية التحليلية إلى أوليفر ولكوت جيبس.